# Åseral
Åseral è un comune norvegese della contea di Agder.